# My Own Prison
My Own Prison är debutalbumet av Creed, släppt 18 juni 1997. Den har sålt i sex gånger vad som krävs för platina och ligger bland de 200 album som sålt mest någonsin i USA. Personen som knäböjer på albumets framsida är Justin Brown, en vän till bandet. Fotot togs av Mark Tremontis bror, Daniel.
Wind-up Records planerade att återutge albumet i en 10-årsjubileums specialutgåva. Den skulle ha släppts 13 november 2007, men har blivit försenad.

## Låtförteckning
1. "Torn"
2. "Ode"
3. "My Own Prison"
4. "Pity for a Dime
5. "In America"
6. "Illuson"
7. "Unforgiven"
8. "Sister"
9. "What's This Life For"
10. "One"